# Дихтярь, Анатолий Дмитриевич
Анатолий Дмитриевич Дихтярь — советский хозяйственный и политический деятель.

## Биография
Родился в 1949 году в селе Цинандали. Член КПСС.
Окончил Бакинскую высшую партийную школу.
В 1968—1970 гг. — военнослужащий Советской армии.
В 1970—1989 гг. — подсобный рабочий, каменщик, прораб, бригадир комплексной бригады домостроительного комбината № 5 объединения «Тбилгорстрой».
Избирался депутатом Верховного Совета Грузинской ССР 11-го созыва, народным депутатом СССР (1989—1991). Делегат XXVII съезда и XIX конфереции КПСС.
Жил в Тбилиси.

## Награды
- Орден Трудовой Славы II степени
- Орден Трудовой Славы III степени